# Varang kshiti
Varang kshiti – alfabet sylabiczny opracowany przez wodza Lako Bodra dla języka ho we wschodnich Indiach, jako alternatywa dla systemów pisma stosowanych przez misjonarzy. Lako Bodra twierdził, że pismo to wymyślił już w XIII w. Dhawan Turi, zaś on je otrzymał w wizji szamańskiej i jedynie zmodernizował.